# Hejnalamm
Hejnalamm är en sjö i Rättviks kommun i Dalarna och ingår i Ljusnans huvudavrinningsområde. Sjön har en area på 0,0544 kvadratkilometer och ligger 281,9 meter över havet.

## Delavrinningsområde
Hejnalamm ingår i det delavrinningsområde (682266-146890) som SMHI kallar för Mynnar i Voxnan. Medelhöjden är 292 meter över havet och ytan är 14,23 kvadratkilometer. Räknas de 30 avrinningsområdena uppströms in blir den ackumulerade arean 251,16 kvadratkilometer. Håvaån (Kroksjöån) som avvattnar avrinningsområdet har biflödesordning 3, vilket innebär att vattnet flödar genom totalt 3 vattendrag innan det når havet efter 154 kilometer. Avrinningsområdet består mestadels av skog (79 procent). Avrinningsområdet har 0,2 kvadratkilometer vattenytor vilket ger det en sjöprocent på 1,4 procent.